# Haplochromis cryptodon
Haplochromis cryptodon é uma espécie de peixe da família Cichlidae.
É endémica de Tanzânia.
Os seus habitats naturais são: lagos de água doce intermitentes.